# Novobirjusinskij
Novobirjusinskij (in russo Новобирюсинский?) è un insediamento di tipo urbano della Russia, situato nell'Oblast' di Irkutsk.